# San Cataldo (Caltanissetta)
San Cataldo is een gemeente in de Italiaanse provincie Caltanissetta (regio Sicilië) en telt 23.630 inwoners (31-12-2013). De oppervlakte bedraagt 75,6 km2, de bevolkingsdichtheid is 307 inwoners per km2.

## Demografie
San Cataldo telt ongeveer 8536 huishoudens. Het aantal inwoners steeg in de periode 1991-2001 met 2,9% volgens cijfers uit de tienjaarlijkse volkstellingen van ISTAT.
| Jaar | Inwoneraantal |
| ---- | ------------- |
| 1991 | 22.507        |
| 2001 | 23.154        |
| 2013 | 23.603        |

## Geografie
De gemeente ligt op ongeveer 625 m boven zeeniveau.
San Cataldo grenst aan de volgende gemeenten: Caltanissetta, Mussomeli, Serradifalco.

## Galerij

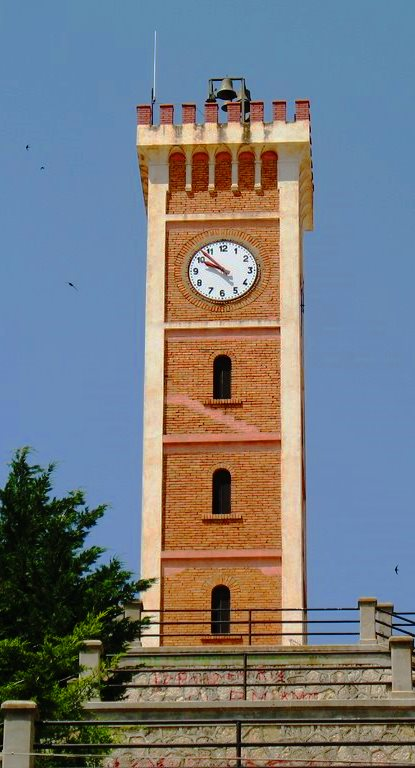
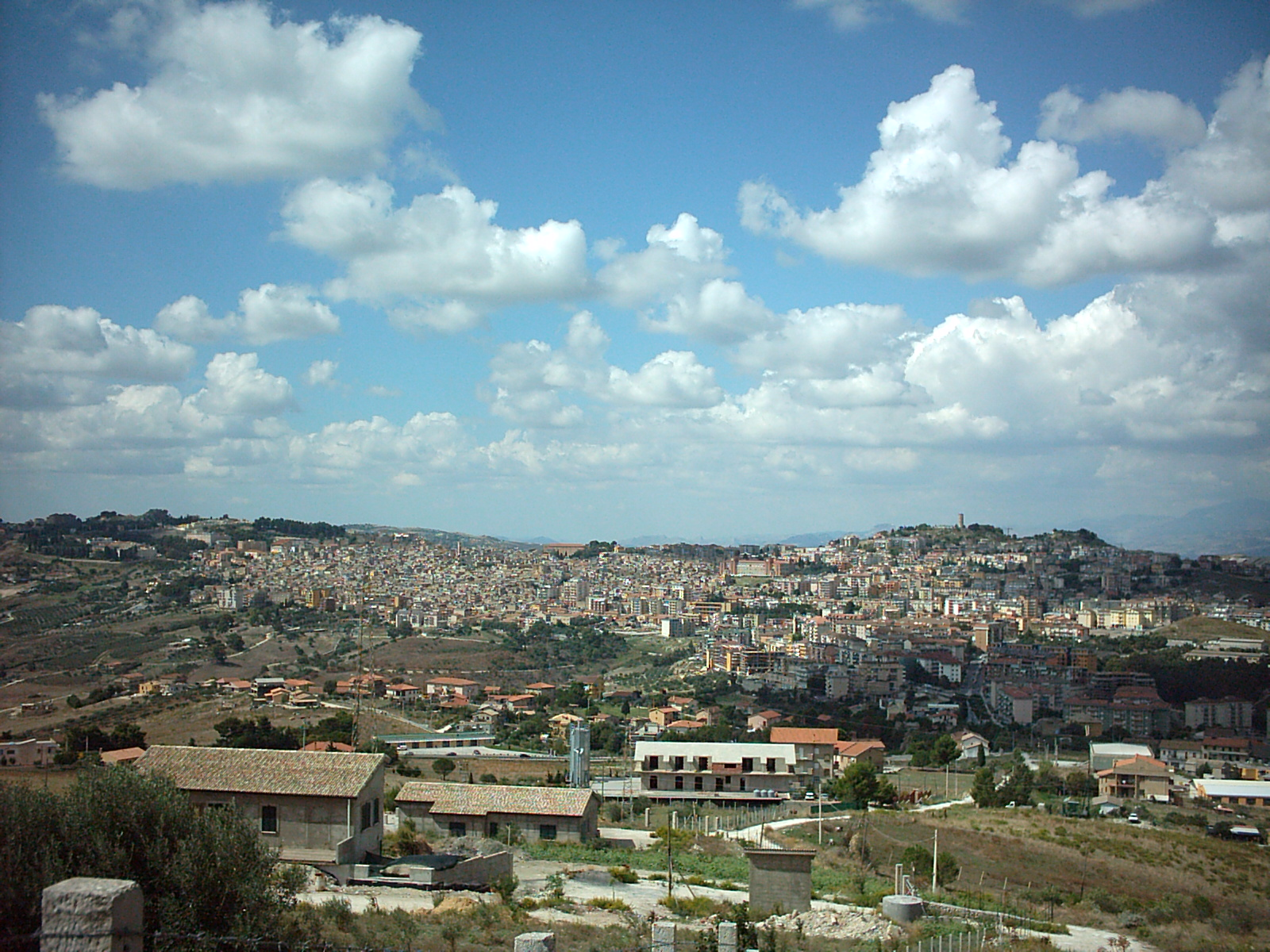
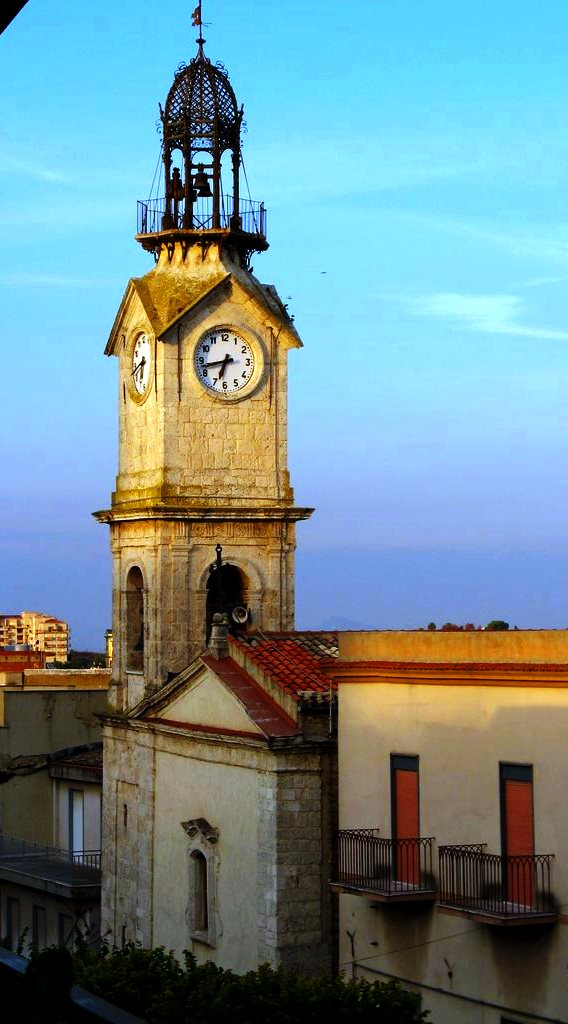
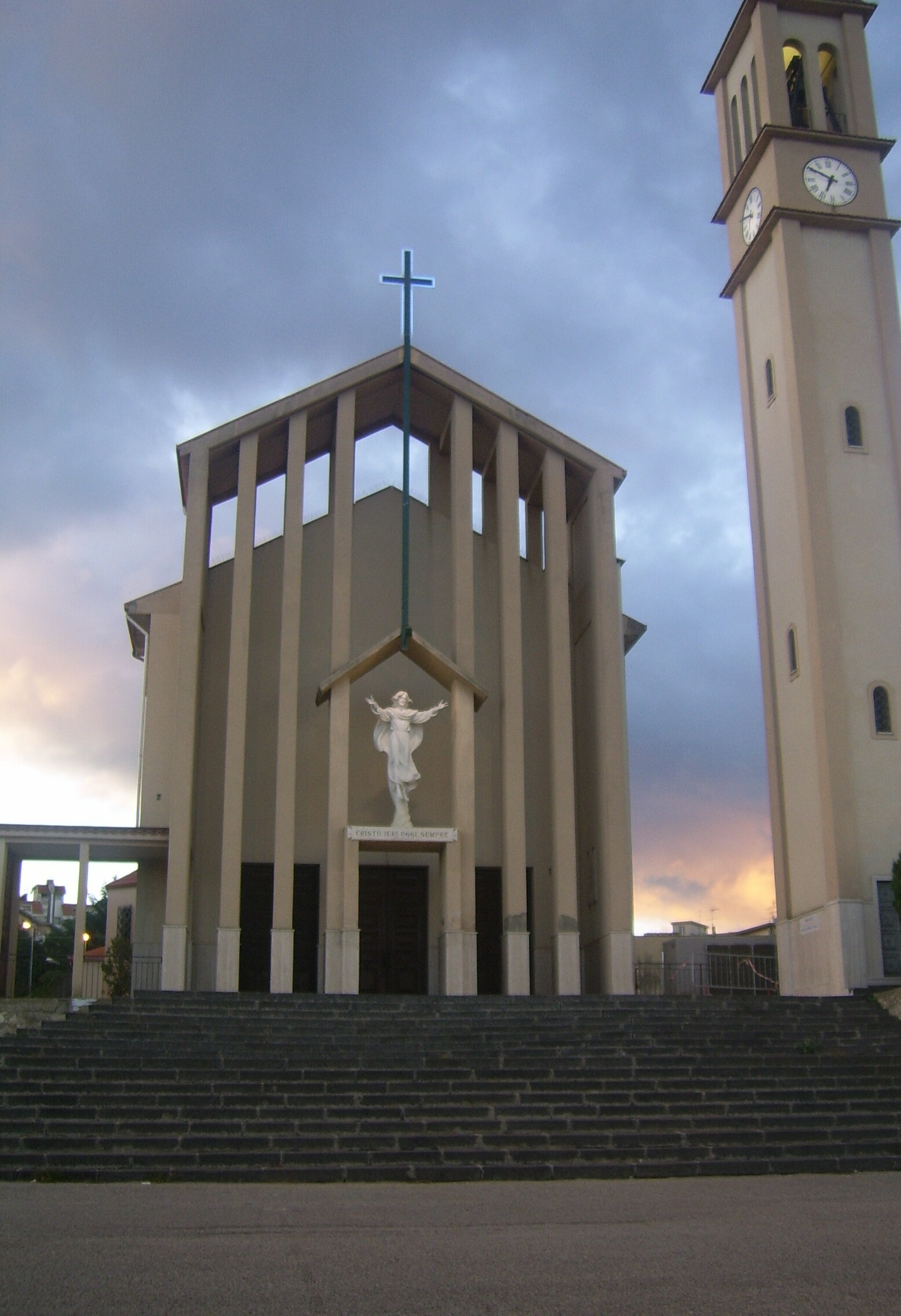

Acquaviva Platani · Bompensiere · Butera · Caltanissetta · Campofranco · Delia · Gela · Marianopoli · Mazzarino · Milena · Montedoro · Mussomeli · Niscemi · Resuttano · Riesi · San Cataldo · Santa Caterina Villarmosa · Serradifalco · Sommatino · Sutera · Vallelunga Pratameno · Villalba
1. ↑  https://demo.istat.it/?l=it.